# Strisce giornaliere di Thimble Theatre (Popeye)
Elenco delle pubblicazioni delle strisce giornaliere di Thimble Theatre aventi come protagonista il personaggio di Braccio di Ferro e suoi comprimari, realizzate da Elzie Crisler Segar e in seguito da Doc Winner, Tom Sims, Bela Zaboly, Ralph Stein, Bud Sagendorf e Bobby London.
I dati sono tratti dalla collana Popeye edita da La Gazzetta dello Sport, curata da Luca Boschi e composta da 60 albi brossurati ed uscita in edicola con cadenza settimanale tra il 2017 e il 2018. Le strisce evidenziate con un asterisco (*) non corrispondono con la versione americana; l'intervallo delle date delle strisce degli episodi sono ripartite in altro modo e in alcuni casi sono stati suddivisi o uniti i titoli degli episodi.

## Elzie Crisler Segar
| Data pubblicazione                   | Titolo originale                                            | Titolo italiano | Pubblicazioni italiane |
| ------------------------------------ | ----------------------------------------------------------- | --- | --- |
| 31 luglio 1922 - 10 ottobre 1922     | Great Gobs of Gold                                          | | |
| 11 ottobre 1922 - 25 ottobre 1922    | Ham Gravy, moving picture tycoon                            | | |
| 6 novembre 1922 - 17 novembre 1922   | The cave man                                                | | |
| 22 novembre 1922 - 21 febbraio 1923  | More gobs of gold                                           | | |
| 1923                                 | Blizzard the Fighting Bird                                  | | |
| *10 settembre 1928 - 20 marzo 1929   | Dice Island o Berenice the African Whiffle Hen              | Berenice, la gallina fischione Africana | - Il Mago (rivista) 684, 1972-1980, Mondadori - Serie New Comics Now n. 142, 1985, Comic Art - Classici del fumetti BUR, n. 6, 1999, Rizzoli - Parte I. Popeye n. 16, 2017, Gazzetta dello Sport - Parte II. Popeye n. 17, 2017, Gazzetta dello Sport |
| *21 marzo 1929 - 25 giugno 1929      | Dice Island o The Tom Cod Cruise                            | Il viaggio della "Tom Cod" | - Serie Pocket, n. 3, 1994-1995, Comic Art - Serie New Comics Now n. 142, 1985, Comic Art - Popeye n. 17, 2017, Gazzetta dello Sport |
| *26 giugno 1929 - 6 settembre 1929   | Olive's False Lover                                         | Il falso spasimante di Olivia | - Popeye n. 18, 2017, Gazzetta dello Sport |
| *7 settembre 1929 - 10 dicembre 1929 | The Brass-Mine Swindle                                      | Una coppia di fanabutti o La miniera di ottone | - Serie New Comics Now n. 143, 1985, Comic Art - Serie New Comics Now n. 143, 1985, Comic Art - Popeye n. 19, 2017, Gazzetta dello Sport |
| *11 dicembre 1929 - 24 febbraio 1930 | The Black Barnacle                                          | La cozza negra | - Serie New Comics Now n. 143, 1985, Comic Art - Popeye n. 20, 2017, Gazzetta dello Sport |
| *25 febbraio 1930 - 5 giugno 1930    | Love in the Jungleee                                        | L'amore nella giungla | - Popeye n. 21, 2017, Gazzetta dello Sport |
| *6 giugno 1930 - 8 novembre 1930     | The Mistery of Brownstone Hill                              | Il mistero di Colle Pietrascura | - Popeye n. 22, 2018 Gazzetta dello Sport |
| *10 novembre 1930 - 20 dicembre 1930 | The Wiltson Mystery                                         | Il mistero Wiltson | - Serie Pocket, n. 1, 1994-1995, Comic Art - Serie New Comics Now n. 178, 1984-1987, Comic Art - Popeye n. 23, 2018, Gazzetta dello Sport |
| 22 dicembre 1930 - 16 marzo 1931     | Clint Gore, the outlaw                                      | Il bandito Bruto Scanna | - Popeye n. 23, 2018, Gazzetta dello Sport |
| 17 marzo 1931 - 4 maggio 1931        | The Give-Away-Bank o A one-way bank                         | La banca a senso unico | - Serie Pocket, n. 6, 1994-1995, Comic Art - Serie New Comics Now n. 179, 1984-1987, Comic Art - Popeye n. 24, 2018, Gazzetta dello Sport |
| *5 maggio 1931 - 29 agosto 1931      | The Great Rough-House War                                   | La grande guerra casareccia o La grande guerra domestica | - Serie New Comics Now n. 179, 1984-1987, Comic Art - Popeye n. 25, 2018, Gazzetta dello Sport |
| *31 agosto 1931 - 21 novembre 1931   | Too Many Kings                                              | Troppi re! | - Popeye n. 2, Planeta DeAgostini, 2009 - Popeye n. 26, 2018, Gazzetta dello Sport |
| *23 novembre 1931 - 28 dicembre 1931 | Tragedy in the Land of Saps                                 | Tragedia nella terra degli scimuniti | - Popeye n. 2, Planeta DeAgostini, 2009 - Popeye n. 26, 2018, Gazzetta dello Sport |
| *29 dicembre 1931 - 5 marzo 1932     | Skullyville o Craniocity                                    | Teschiopoli | - Serie New Comics Now n. 157, 1986, Comic Art - Popeye n. 27, 2018, Gazzetta dello Sport |
| *7 marzo 1932 - 8 giugno 1932        | Dance, Gal, Dance                                           | Balla, raganza, balla! | - Popeye n. 28, 2018, Gazzetta dello Sport |
| *9 giugno 1932 - 12 novembre 1932    | The Eight Sea                                               | L'ottavo mare | - Serie Pocket, n. 1, 1994-1995, Comic Art - Serie New Comics Now n. 157, 1986, Comic Art - Popeye n. 29, 2018, Gazzetta dello Sport |
| 14 novembre 1932 - 4 marzo 1933      | Long Live the King o Gold and Goofs                         | Lunga vita al re, ovvero oro e imbecilli | - Serie Pocket, n. 2, 1994-1995, Comic Art - Serie New Comics Now n. 158, 1986, Comic Art - Popeye n. 30, 2018, Gazzetta dello Sport |
| 1933                                 |                                                             | Braccio di Ferro all'Esposizione Universale di Chicago | - Popeye n. 25, 2018, Gazzetta dello Sport |
| 6 marzo 1933 - 8 luglio 1933         | Popeye King of Popilania                                    | Popeye Re di Popilania | - Serie Pocket, n. 3, 1994-1995, Comic Art - Serie New Comics Now n. 158, 1986, Comic Art - Popeye n. 31, 2018, Gazzetta dello Sport |
| *10 luglio 1933 - 9 dicembre 1933    | Popeye Star Reporter                                        | Popeye Reporter | - Serie Pocket, n. 4, 1994-1995, Comic Art - Serie New Comics Now n. 159, 1986, Comic Art - Classici del fumetto n. 45, 2003, la Repubblica - Classici del fumetti BUR, n. 1, 1999, Rizzoli - Popeye n. 32, 2018, Gazzetta dello Sport |
| 11 dicembre 1933 - 27 gennaio 1934   | Popeye in Puddleburg                                        | Popeye a Puddleburg | - Serie Pocket, n. 4, 1994-1995, Comic Art - Serie Pocket, n. 159, 1986, Comic Art - Popeye n. 33, 2018, Gazzetta dello Sport |
| 29 gennaio 1934 - 14 luglio 1934     | Romance and Riches                                          | Amore e soldi o Potrei ammorbidirti con i complimenti e so come piacerti                                                                                          | - Volume, 1965, Garzanti, - Serie Pocket, n. 159, 1994-1995, Comic Art - Serie New Comics Now n. 159, 1986, Comic Art - Popeye n. 34, 2018, Gazzetta dello Sport |
| 16 luglio 1934 - 3 novembre 1934     | Unifruit, White Savages                                     | Selvaggi bianchi | - Serie Pocket, n. 6, 1994-1995, Comic Art - Serie New Comics Now n. 160, 1986, Comic Art - Popeye n. 35, 2018, Gazzetta dello Sport |
| *5 novembre 1934 - 12 gennaio 1935   | Popeye in Black Valley                                      | Popeye nella Valle Nera o Gli svaligiatori della miniera d'oro | - Linus (rivista) n. 77, 1971 - Serie Pocket, n. 7, 1994-1995, Comic Art - Serie New Comics Now n. 160, 1986, Comic Art - Classici del fumetto n. 45, 2003, la Repubblica - I nostri immortali n. 3, 1974, Milano Libri - Popeye n. 1, 2017, Gazzetta dello Sport                                                                                        |
| *14 gennaio 1935 - 20 aprile 1935    | The Sea Hag's Sister, or, The Pool of Youth                 | La sorella della strega del mare o La fonte della giovinezza | - Linus (rivista) n. 80-84, 1971-1972 - Serie Pocket, n. 7, 1994-1995, Comic Art - Serie New Comics Now n. 160, 1986, Comic Art - Classici del fumetto n. 45, 2003, la Repubblica - I nostri immortali n. 3, 1974, Milano Libri - Popeye n. 2, 2017, Gazzetta dello Sport                                                                                |
| 22 aprile 1935 - 19 ottobre 1935     | Popeye's Ark                                                | L'Arca di Braccio di Ferro | - Il Mago (rivista) n. 55-60, 1972-1980,Mondadori - Serie Pocket, n. 8, 1994-1995, Comic Art - Serie New Comics Now n. 177, 1987, Comic Art - Oscar Mondadori n. 1027, 1968-1979 - Parte I. Popeye n. 3, 2017, Gazzetta dello Sport - Parte II. Popeye n. 4, 2017, Gazzetta dello Sport                                                                  |
| *21 ottobre 1935 - 19 marzo 1936     | You Can't Expect April Showers From War Clouds o War Clouds | Nuvole di guerra o Non aspettarti un acquazzone di aprile dalle nuvole di guerra                                                                                  | - Il Mago (rivista) n. 61-65, 1972-1980,Mondadori - Serie Pocket, n. 9-10, 1994-1995, Comic Art - Serie New Comics Now n. 177, 1987, Comic Art - Oscar Mondadori n. 1027, 1968-1979 - Popeye n. 6, 2017, Gazzetta dello Sport |
| *20 marzo 1936 - 1º agosto 1936      | Eugene, the Jeep                                            | Il "Jeep" o Braccio di ferro e lo strano potere del Gip | - Paperino giornale (rivista) n. 1-40, 1937-1940, Mondadori - Albo n. 1-2, 1936, Mondadori - Linus (rivista) n. 34-37, 1968 - Serie New Comics Now n. 113, 1984, Comic Art - I nostri immortali n. 3, 1974, Milano Libri - Classici del fumetti BUR, n. 1, 1999, Rizzoli - Comics & Cartoons n. 1, 2002, Edizioni IF - Popeye n. 7, Gazzetta dello Sport |
| *4 agosto 1936 - 28 novembre 1936    | The Search for Popeye's Poppa                               | Alla ricerca di papà o Alla ricerca del babbo di Braccio di Ferro o Braccio di ferro sulla nave dei fantasmi o Alla ricerca di Braccio di Legno, "Babbo di bordo" | - Albi d'Oro (serie-rivista) n. 49184, 1946-56, Mondadori - L'Audace (rivista) n. 268-288, 1938-1939 - Linus (rivista) n. 43, 1968 - Serie New Comics Now n. 113, 1984, Comic Art - I nostri immortali n. 3, 1974, Milano Libri - Comics & Cartoons n. 1, 2002, Edizioni IF - Popeye n. 8, 2017, Gazzetta dello Sport                                    |
| *30 novembre 1936 - 12 dicembre 1936 | Civilizing Poppa                                            | Come ti educo papà | - Serie New Comics Now n. 113, 1984, Comic Art - Oscar Mondadori n. 315, 1968-1979 - I nostri immortali n. 3, 1974, Milano Libri - Comics & Cartoons n. 1, 2002, Edizioni IF - Popeye n. 8, Gazzetta dello Sport |
| *14 dicembre 1936 - 3 aprile 1937    | Mystery Melody                                              | Melodia magica o La melodia del mistero | - Linus (rivista) n. 97-103, 1973 - Serie New Comics Now n. 113, 1984, Comic Art - I nostri immortali n. 3, 1974, Milano Libri - Comics & Cartoons n. 1, 2002, Edizioni IF - Popeye n. 9, 2017, Gazzetta dello Sport |
| 5 aprile 1937 - 28 agosto 1937       | A Sock For Susan's Sake                                     | Susan, l'orfanella o Braccio di Ferro e Susanna o Oh Susanna non piangere perche'... o Una papagna per Susanna                                                    | - * Linus (rivista) n. 46-51, 1969 - Serie New Comics Now n. 114, 1984, Comic Art - Classici del fumetto n. 45, 2003, la Repubblica - Oscar Mondadori n. 315, 1968-1979 - I nostri immortali n. 3, 1974, Milano Libri - Popeye n. 10, 2017, Gazzetta dello Sport                                                                                         |
| 30 agosto 1937 - 13 novembre 1937    | Wild Oats                                                   | Papà corre la cavallina o Braccio di Ferro poliziotto o Il processo                                                                                               | - L'Audace (rivista) n. 289-303, 1938-1939 - Il Mago (rivista) n. 66-67, 1972-1980, Mondadori - Serie New Comics Now n. 114, 1984, Comic Art - Enciclopedia dei fumetti n. 4, 1970, Sansoni - Popeye n. 11, 2017, Gazzetta dello Sport |

## Elzie Crisler Segar/Doc Winner
| Data pubblicazione                | Titolo originale                 | Titolo italiano                                   | Pubblicazioni italiane |
| --------------------------------- | -------------------------------- | ------------------------------------------------- | --- |
| 15 novembre 1937 - 5 marzo 1938   | The Valley of the Goons          | La valle dei Goons                                | - Il Mago (rivista) n. 70-73, 1972-1980, Mondadori - Serie New Comics Now n. 114, 1984, Comic Art - Popeye n. 12, 2017, Gazzetta dello Sport |
| 7 marzo 1938 - 21 maggio 1938     | Hamburger Sharks and Sea Spinach | Pescicani mangia-panini e spinaci di mare         | - Serie New Comics Now n. 402, 1998, Comic Art - Oscar Mondadori n. 536, 1968-1979 - Popeye n. 13, 2017, Gazzetta dello Sport |
| 23 maggio 1938 - 10 dicembre 1938 | King Swee'Pea                    | Re Pisello e i Diavoli o Il monarca di Roccaverza | - Topolino giornale (rivista) n. 386-427, 1935-1949, Mondadori - Serie New Comics Now n.402, 1998, Comic Art - Oscar Mondadori n. 177, 1968-1979 - Parte I. Popeye n. 14, 2017, Gazzetta dello Sport - Parte II. Popeye n. 15, 2017, Gazzetta dello Sport |

## Tom Sims/Doc Winner/Bela Zaboly
| Data pubblicazione               | Titolo originale     | Titolo italiano                          | Pubblicazioni italiane |
| -------------------------------- | -------------------- | ---------------------------------------- | --- |
| 12 dicembre 1938 - 25 marzo 1939 | Spinach Juice Spring | La sorgente del succo di spinaci         | - Oscar Mondadori n. 536, 1974 - Popeye n. 36, 2018, Gazzetta dello Sport                                                               |
| 27 marzo 1939 - 12 agosto 1939   | Homeward Bound       | Braccio di Ferro e le arpie o Verso casa | - Linus (rivista) n. 1, 1965 - Oscar Mondadori n. 536, 1974 - Popeye n. 37, 2018, Gazzetta dello Sport                                  |
| 14 agosto 1939 - 4 novembre 1939 | The Rainbird         | L'uccello della pioggia                  | - Oscar Mondadori n. 612, 1975 - Parte I. Popeye n. 38, 2018, Gazzetta dello Sport - Parte II. Popeye n. 39, 2018, Gazzetta dello Sport |

## Tom Sims/Bela Zaboly
| Data pubblicazione                  | Titolo originale                             | Titolo italiano                                   | Pubblicazioni italiane                                                                                   |
| ----------------------------------- | -------------------------------------------- | ------------------------------------------------- | --- |
| 6 novembre 1939 - 10 febbraio 1940  | The Roving Champion                          | Il campione errante                               | - Oscar Mondadori n. 612, 1975 - Popeye n. 40, 2018, Gazzetta dello Sport                                |
| 22 aprile 1940 - 6 luglio 1940      | The Roving Champion in the Land of the Jeeps | Il campione errante nella terra dei Jeep          | - Popeye n. 41, 2018, Gazzetta dello Sport                                                               |
| 8 luglio 1940 - 28 settembre 1940   | The Seven Sons of the Sea Hag                | I sette figli della strega di mare                | - Oscar Mondadori n. 841, 1978 - Popeye n. 42, 2018, Gazzetta dello Sport                                |
| 30 settembre 1940 - 11 gennaio 1941 | Mystery Mansion Starring Popeye              | Braccio di Ferro e la casa del mistero            | - Oscar Mondadori n. 841, 1978 - Popeye n. 43, 2018, Gazzetta dello Sport                                |
| 13 gennaio 1941 - 15 marzo 1941     | Where There's a Will There's Relatives       | Se dici testamenti dici parenti                   | - Oscar Mondadori n. 841, 1978 - Popeye n. 44, 2018, Gazzetta dello Sport                                |
| 17 marzo 1941 - 2 settembre 1941    | Popeye in: Davy Jones and the Sea Goon       | Braccio di Ferro in: Davy Jones e il Goon di mare | - Parte I. Popeye n. 45, 2018, Gazzetta dello Sport - Parte II. Popeye n. 46, 2018, Gazzetta dello Sport |
| 3 settembre 1941 - 22 novembre 1941 | Wimpy's Tadpole Tablets                      | Le girinopillole di Poldo                         | - Popeye n. 47, 2018, Gazzetta dello Sport                                                               |
| 24 novembre 1941 - 31 marzo 1942    | Admiral Popeye                               | L'ammiraglio Braccio di Ferro                     | - Parte I. Popeye n. 47, 2018, Gazzetta dello Sport - Parte II. Popeye n. 48, 2018, Gazzetta dello Sport |
| *1º aprile 1942 - 25 maggio 1942    | The Seagoosk                                 | Braccio di Ferro e l'orcadimare                   | - Popeye n. 49, 2018, Gazzetta dello Sport                                                               |
| *26 maggio 1942 - 17 agosto 1942    | The Islands of Sunk Sun                      | L'isola del Sol Ponente                           | - Popeye n. 50, 2018, Gazzetta dello Sport                                                               |
| *18 agosto 1942 - 12 dicembre 1942  | Exter Special Yambassador                    | L'imbasciatore speciale                           | - Popeye n. 51, 2018, Gazzetta dello Sport                                                               |
| *14 dicembre 1942 - 2 gennaio 1943  | Homeward Bound                               | Verso casa                                        | - Popeye n. 52, 2018, Gazzetta dello Sport                                                               |
| *4 gennaio 1943 - 8 maggio 1943     | Popeye in "Limbo"                            | Braccio di Ferro in "Limbo"                       | - Parte I. Popeye n. 52, 2018, Gazzetta dello Sport - Parte II. Popeye n. 48, 2018, Gazzetta dello Sport |
| *10 maggio 1943 - 17 luglio 1943    | Oh, Ring Them Bells                          | Per chi suonano le campane?                       | - Popeye n. 54, 2018, Gazzetta dello Sport                                                               |
| 19 luglio 1943 - 11 dicembre 1943   | Sea-Dust                                     | La polvere di mare                                | - Parte I. Popeye n. 55, 2018, Gazzetta dello Sport - Parte II. Popeye n. 56, 2018, Gazzetta dello Sport |
| *13 dicembre 1943 - 29 aprile 1944  | Popeye in the Navy                           | Braccio di Ferro entra in marina                  | - Parte I. Popeye n. 58, 2018, Gazzetta dello Sport - Parte II. Popeye n. 59, 2018, Gazzetta dello Sport |
| *1º maggio 1944 - 17 giugno 1944    | Wrestling - Harry Ape vs. Popeye             | Wrestling - Harry Gorilla contro Braccio di Ferro | - Popeye n. 60, 2018, Gazzetta dello Sport                                                               |

| Data pubblicazione                  | Titolo originale                                                                      |
| ----------------------------------- | ------------------------------------------------------------------------------------- |
| 19 febbraio 1945 - 21 aprile 1945   | War against spinach o Jitterbug coast-to-coast                                        |
| 23 aprile 1945 - 26 maggio 1945     | The strongest beard in the world o Sampson and Delovely o The spy who loved me beard  |
| 28 maggio 1945 - 30 giugno 1945     | Popeye opens Galosh College                                                           |
| 2 luglio 1945 - 10 agosto 1946      | Popeye on Paradise Peak                                                               |
| 12 agosto 1946 - 19 novembre 1946   | The Island of Laughing Waters                                                         |
| 19 novembre 1946 - 4 gennaio 1947   | A Two Million Dollar Comedy                                                           |
| 6 gennaio 1947 - 19 aprile 1947     | Wimpy and the Whaleburgers                                                            |
| 21 aprile 1947 - 15 novembre 1947   | Popeye and the Evil Echo                                                              |
| 17 novembre 1947 - 24 gennaio 1948  | The Upping Atom                                                                       |
| 26 gennaio 1948 - 24 aprile 1948    | Tears from Blue Skies or Popeye and Pluvious                                          |
| 26 aprile 1948 - 21 giugno 1948     | Miss Juice of 1948                                                                    |
| 22 giugno 1948 - 14 agosto 1948     | The Iceman from Iceland                                                               |
| 16 agosto 1948 - 4 dicembre 1948    | Hooray for Ourside, You! o If They Want Rooster, Why Take the Pig Out of the Pigskin? |
| 6 dicembre 1948 - 2 aprile 1949     | Boogerman                                                                             |
| 4 aprile 1949 - 3 dicembre 1949     | The Lost Bomb Islands                                                                 |
| 5 dicembre 1949 - 11 febbraio 1950  | The Will of the Wimpy                                                                 |
| 13 febbraio 1950 - 4 marzo 1950     | The Goat-Headed Frogmen                                                               |
| 6 marzo 1950 - 3 giugno 1950        | The Big Fight of the Century                                                          |
| 5 giugno 1950 - 24 giugno 1950      | Loopy vs. Clemmy                                                                      |
| 26 giugno 1950 - 19 agosto 1950     | Mary Lou of H-Burger Ranch                                                            |
| 21 agosto 1950 - 25 novembre 1950   | The Cheerful Earful Club                                                              |
| 27 novembre 1950 - 7 aprile 1951    | Truth is Stranger                                                                     |
| 9 aprile 1951 - 30 giugno 1951      | A Great Mystery                                                                       |
| 2 luglio 1951 - 6 settembre 1951    | The Fresh-Water Denizen                                                               |
| 7 settembre 1951 - 15 dicembre 1951 | Square Egg Island                                                                     |
| 17 dicembre 1951 - 9 febbraio 1952  | No Stone Unturned                                                                     |
| 11 febbraio 1952 - 17 agosto 1952   | Look Out, Lummox! o Who Slew Hillary Hee?                                             |
| 19 agosto 1952 - 12 dicembre 1952   | There's a Hole in the Bottom!                                                         |
| 2 gennaio 1953 - 9 maggio 1953      | Pturkey Island                                                                        |
| 11 maggio 1953 - 20 giugno 1953     | Napple or Yapple                                                                      |
| 7 settembre 1953 - 28 dicembre 1953 | Uss vs. Themm! & Thees & Thoos                                                        |
| 28 dicembre 1953 - 22 febbraio 1954 | Pails of Pearls                                                                       |
| 23 febbraio 1954 - 7 giugno 1954    | Let Us Look to Lettuce                                                                |
| 8 giugno 1954 - 17 luglio 1954      | Popeye's Carnival                                                                     |
| 19 luglio 1954 - 28 agosto 1954     | Wimpy's Walking Handbags                                                              |
| 30 agosto 1954 - 29 ottobre 1954    | King Bee and Queen Bee                                                                |
| 1º novembre 1954 - 4 dicembre 1954  | WEE vs. I.O.U.                                                                        |
| 5 dicembre 1954 - 22 febbraio 1955  | The Abdominal Snowman                                                                 |

## Ralph Stein/Bela Zaboly
| Data pubblicazione                   | Titolo originale                                        |
| ------------------------------------ | ------------------------------------------------------- |
| 23 febbraio 1955 - 16 aprile 1955    | Olive Oyl's Dilemma                                     |
| 18 aprile 1955 - 16 luglio 1955      | Private Life of a Privateer!                            |
| 18 luglio 1955 - 13 agosto 1955      | Uranium Huntr o The Living Geiger Counter               |
| 15 agosto 1955 - 8 ottobre 1955      | Dopy Nick o The Pink Whale                              |
| 10 ottobre 1955 - 3 dicembre 1955    | The Fish God of Gugattoo Island                         |
| 5 dicembre 1955 - 4 febbraio 1956    | Pappy to the Rescue!                                    |
| 6 febbraio 1956 - 2 giugno 1956      | Deucedly Odd Goings-On!                                 |
| 4 giugno 1956 - 21 luglio 1956       | T-Bone Steak Trees o Steakiflora Hannibalus Carny What? |
| 23 luglio 1956 - 6 ottobre 1965      | Opperation: Aissuria!                                   |
| 8 ottobre 1956 - 24 novembre 1956    | Loch Mess, Clotland o Messy Business in the Loch        |
| 26 novembre 1956 - 9 febbraio 1957   | The Slippisippi Riverboat Race                          |
| 11 febbraio 1957 - 30 marzo 1957     | Grand Poo Bahr of Smoochistan                           |
| 1º aprile 1957 - 1º giugno 1957      | More Private Lives of a Privateer!                      |
| 4 giugno 1957 - 10 agosto 1957       | The Lost Prince of Effluvia                             |
| 12 agosto 1957 - 28 settembre 1957   | Irma th' 'Ermit's Youth Lotion!                         |
| 30 settembre 1957 - 23 novembre 1957 | A Viper called le 'Burgoo!                              |
| 25 novembre 1957 - 8 febbraio 1958   | Popeycatapetl! o Th' Demon Idol O' Inkypoo!             |
| 10 febbraio 1958 - 12 aprile 1958    | Steam Rocket to Infinity!                               |
| 14 aprile 1958 - 7 giugno 1958       | Wreck o' th' Pegaso D'Oro o The Ispano-Squweezer        |
| 9 giugno 1958 - 9 agosto 1958        | The Great Trans-Polar Balloon Race                      |
| 11 agosto 1958 - 25 ottobre 1958     | A Man in a Moon                                         |
| 27 ottobre 1958 - 3 gennaio 1959     | Dragon or Overgrown Lizard?                             |
| 5 gennaio 1959 - 17 aprile 1959      | The Moon Glooph                                         |
| 19 aprile 1959 - 8 agosto 1959       | Nonny the Equine Genius                                 |

## Bud Sagendorf
Strisce giornaliere
| Data pubblicazione                    | Titolo originale |
| ------------------------------------- | --- |
| 10 agosto 1959 - 26 dicembre 1959     | Pappy the beatnik |
| 28 dicembre 1959 - 16 luglio 1960     | Moon Plant |
| 18 luglio 1960 - 12 novembre 1960     | Spinach famine o Muscle bound jay birds o Spinachovia vs. Creamatonia                                                                      |
| 14 novembre 1960 - 4 febbraio 1961    | The parrot with the gold doubloons |
| 6 febbraio 1961 - 27 maggio 1961      | Cactus Olive o The Tarantula Flats Ladies' Guild                                                                                           |
| 29 maggio 1961 - 9 settembre 1961     | Me Pappy is Engaged to a Beask |
| 11 settembre 1961 - 6 gennaio 1962    | The ol' family homestead |
| 8 gennaio 1962 - 21 aprile 1962       | Evil spells vs nasty tricks |
| 23 aprile 1962 - 14 luglio 1962       | Hi, Earthman! or Look What We Found! |
| 16 luglio 1962 - 29 settembre 1962    | Too Much Oyl! or One Olive is Enough! |
| 1º ottobre 1962 - 20 novembre 1962    | Granny won't act her age |
| 22 ottobre 1962 - 10 novembre 1962    | Society Against Pugilism |
| 12 novembre 1962 - 2 febbraio 1963    | The Door to Nowhere oKnock! Knock! o Who's There                                                                                           |
| 4 febbraio 1963 - 16 marzo 1963       | Target o Thanks for the Rocket, Buster |
| 17 marzo 1963 - 20 aprile 1963        | Birdseed adopts Swee'Pea |
| 22 aprile 1963 - 27 luglio 1963       | The Mad Computer o The Tin Can Utopia! |
| 29 luglio 1963 - 19 novembre 1963     | Don't Trust Spies! o Dames is Worse than Men Spies! o Beauty is Jus' Skin Covering fer No-Good Spies!                                      |
| 19 novembre 1963 - 27 giugno 1964     | Popeye Meets the Folk Singer o Fickle is Olive's Love                                                                                      |
| 29 giugno 1964 - 19 dicembre 1964     | Cousin Smash comes to visit |
| 21 dicembre 1964 - 8 maggio 1965      | The world's smallest giant |
| 10 maggio 1965 - 19 giugno 1965       | Everyone wants Pappy to retire |
| 21 giugno 1965 - 3 luglio 1965        | The Jellybean King |
| 5 luglio 1965 - 27 novembre 1965      | Mars Mania! |
| 29 novembre 1965 - 5 marzo 1966       | Two private witches o Long lost sisters |
| 7 marzo 1966 - 19 marzo 1966          | Individual daily strips |
| 21 marzo 1966 - 18 giugno 1966        | Miskery Guest! |
| 20 giugno 1966 - 9 luglio 1966        | The Case of the Missing Moocher |
| 11 luglio 1966 - 12 agosto 1966       | Draft Call! |
| 14 agosto 1966 - 22 novembre 1966     | The Grumper Invasion |
| 23 novembre 1966 - 24 dicembre 1966   | Individual daily strips |
| 26 dicembre 1966 - 25 marzo 1967      | The Jelly Bean King |
| 27 marzo 1967 - 1º aprile 1967        | Brutus challenges Popeye to a fight without spinach                                                                                        |
| 3 aprile 1967 - 13 maggio 1967        | Fight o Can a Non-Spinach-Eating Shrimp of a Sailor Defeat a Three-Hundred-Pound Brute Who Won't Fight Fair?                               |
| 15 maggio 1967 - 22 luglio 1967       | Royal Present o Can a Kingly Gift Bring Happiness into the Drab Life of a Sailor Man?                                                      |
| 24 luglio 1967 - 16 settembre 1967    | The Hero! - (Pisellino l'eroe) GDS14 |
| 18 settembre 1967 - 17 febbraio 1968  | Popalania! |
| 19 febbraio 1968 - 16 marzo 1968      | Popeye disappears |
| 18 marzo 1968 - 24 agosto 1968        | The Popeye Story! o The Man Who Licked Popeye!                                                                                             |
| 26 agosto 1968 - 15 febbraio 1969     | Witch is Witch? o Can a Sweet Girl Become an Evil Witch And Stay Lovable?                                                                  |
| 17 febbraio 1969 - 31 maggio 1969     | Sailor for Hire! |
| 2 giugno 1969 - 27 settembre 1969     | Sauce for the Gander |
| 29 settembre 1969 - 6 dicembre 1969   | The Purple Pearl |
| 8 dicembre 1969 - 23 maggio 1970      | Who Am I? |
| 25 maggio 1970 - 10 ottobre 1970      | Moon Eggs! |
| 12 ottobre 1970 - 16 gennaio 1971     | Heiress! - (Olivia l'ereditiera) GDS18 |
| 14 febbraio 1972 - 29 aprile 1972     | The Return of Eugene the Jeep! o Safety is the Arms of a Sailor! - (Il ritorno di Eugenio il Jeep! ovvero "Un marinaio ci salverà!") GDS21 |
| 1º maggio 1972 - 17 giugno 1972       | The Doomsday Doll! |
| 19 giugno 1972 - 30 settembre 1972    | The 5:05 |
| 2 ottobre 1972 - 18 novembre 1972     | Power Boy! |
| 20 novembre 1972 - 17 marzo 1973      | Goon Valley! |
| 19 marzo 1973 - 2 giugno 1973         | Yuck! |
| 4 giugno 1973 - 25 agosto 1973        | Battle Royal! |
| 27 agosto 1973 - 3 novembre 1973      | Western Woo! |
| 5 novembre 1973 - 20 aprile 1974      | The Mysterious Voyage or Sailing the Eighth Sea!                                                                                           |
| 22 aprile 1974 - 27 luglio 1974       | Pappy Work! |
| 29 luglio 1974 - 12 ottobre 1974      | A King is a King, is a King, is a King...                                                                                                  |
| 14 ottobre 1974 - 15 marzo 1975       | Spincoal! |
| 17 marzo 1975 - 21 giugno 1975        | Spook Ship o Can a Live Sailor Navigate with a Cargo of Ghosks?                                                                            |
| 23 giugno 1975 - 13 settembre 1975    | The Artist! |
| 15 settembre 1975 - 9 novembre 1975   | Husband Contest! |
| 10 novembre 1975 - 24 gennaio 1976    | The Return of the Grumpers! |
| 26 gennaio 1976 - 5 giugno 1976       | The Thing Next Door! |
| 7 giugno 1976 - 18 settembre 1976     | Lady Presidink! |
| 20 settembre 1976 - 13 novembre 1976  | Too Many Pots Spoil the Cook! |
| 15 novembre 1976 - 8 gennaio 1977     | Terror Strikes the Waterfront! o Life Takes a New Twist in Sailor Town!                                                                    |
| 10 gennaio 1977 - 30 aprile 1977      | The Beast! |
| 2 maggio 1977 - 9 luglio 1977         | Water-Front Moll! |
| 11 luglio 1977 - 10 settembre 1977    | Fresh Fish! |
| 12 settembre 1977 - 19 novembre 1977  | I Spy |
| 21 novembre 1977 - 18 marzo 1978      | The Prince and the Skinny Dame! |
| 20 marzo 1978 - 13 maggio 1978        | Ripe Tomato! |
| 15 maggio 1978 - 22 luglio 1978       | The Others o A Weird Meeting of the Unascertained                                                                                          |
| 24 luglio 1978 - 28 ottobre 1978      | Li'l Lady Lorst! |
| 30 ottobre 1978 - 13 gennaio 1979     | Computer Fisks! o Popeye Meets the Electronic Age!                                                                                         |
| 15 gennaio 1979 - 19 maggio 1979      | Ghosk Ship! |
| 21 maggio 1979 - 7 luglio 1979        | Dames! |
| 9 luglio 1979 - 15 settembre 1979     | Big Nose! |
| 17 settembre 1979 - 5 gennaio 1979    | The Brass Crown! |
| 7 gennaio 1980 - 23 febbraio 1980     | Names? |
| 25 febbraio 1980 - 31 maggio 1980     | Viper Velma! |
| 2 giugno 1980 - 12 luglio 1980        | Career! |
| 14 luglio 1980 - 27 settembre 1980    | Fatso! |
| 29 settembre 1980 - 6 dicembre 1980   | Return of the Grumpers! |
| 8 dicembre 1980 - 24 gennaio 1981     | The Arful Infink! |
| 26 gennaio 1981 - 2 maggio 1981       | Lights! Camera! Action! |
| 4 maggio 1981 - 25 luglio 1981        | Blozo the Gone! |
| 27 luglio 1981 - 31 ottobre 1981      | Back-Room Pest! |
| 2 novembre 1981 - 23 gennaio 1982     | Science vs. Sorcery! |
| 25 gennaio 1982 - 1º maggio 1982      | Wedding Bells Toll! or Who's Next? or Who's That at the Church?                                                                            |
| 3 maggio 1982 - 12 luglio 1982        | Sea Monskers! |
| 12 luglio 1982 - 16 ottobre 1982      | A Peek At life! |
| 18 ottobre 1982 - 4 dicembre 1982     | One of a Kind! |
| 6 dicembre 1982 - 8 gennaio 1983      | Individual daily strips |
| 9 gennaio 1984 - 17 marzo 1984        | Home! |
| 19 marzo 1984 - 19 maggio 1984        | Royal Spook! |
| 21 maggio 1984 - 9 giugno 1984        | Waterfront Olympics! |
| 11 giugno 1984 - 28 luglio 1984       | The Big Loss! |
| 30 luglio 1984 - 11 agosto 1984       | Salty returns |
| 13 agosto 1984 - 22 settembre 1984    | Who? |
| 24 settembre 1984 - 29 settembre 1984 | Individual daily strips |
| 1º ottobre 1984 - 19 gennaio 1985     | Time Off! |
| 21 gennaio 1985 - 23 febbraio 1985    | The Block! |
| 25 febbraio 1985 - 25 maggio 1985     | Gone and Forgotten! |
| 27 maggio 1985 - 13 luglio 1985       | Crisis on Jeep Island! |
| 15 luglio 1985 - 31 agosto 1985       | Hi-Tec Trauma! |
| 2 settembre 1985 - 26 ottobre 1985    | Olive's Joint! |
| 28 ottobre 1985 - 14 dicembre 1985    | The Evil Plot! |
| 16 dicembre 1985 - 25 gennaio 1986    | Who? |
| 27 gennaio 1986 - 1º febbraio 1986    | The Loving Pet! |
| 3 febbraio 1986 - 22 febbraio 1986    | The Return! |

Storie
| Titolo originale                   | Titolo italiano                           | Pubblicazione originale                | Pubblicazioni italiane |
| ---------------------------------- | ----------------------------------------- | -------------------------------------- | ---------------------- |
| Popeye and the Gang in "spookers!" | Popeye e la sua banda in "Spettri!"       | Popeye n. 26, ottobre-novembre 1953    | GDS11                  |
| Popeye and the ghost island        | Popeye e l'isola del fantasma             | Popeye n. 63, gennaio-febbraio 1962    | GDS31                  |
| Popeye against the witch piranha   | Braccio di Ferro contro la strega piragna | Popeye the Sailor n. 83, dicembre 1966 | GDS28                  |

## Bobby London
| Data pubblicazione                    | Titolo originale                                          |
| ------------------------------------- | --------------------------------------------------------- |
| 24 febbraio 1986 - 14 settembre 1986  | Individual daily strips - GDS30, GDS33 (fino al 15/05/86) |
| 15 settembre 1986 - 11 ottobre 1986   | Olive's younger boyfriend                                 |
| 10 novembre 1986 - 15 dicembre 1986   | Long sea voyage                                           |
| 17 dicembre 1986 - 29 dicembre 1986   | A Christmas story                                         |
| 13 gennaio 1987 - 23 gennaio 1987     | Popeye and Castor go fishing                              |
| 29 giugno 1987 - 3 ottobre 1987       | Sea Hag City                                              |
| 26 ottobre 1987 - 27 febbraio 27 1988 | Relish of the Gods                                        |
| 29 febbraio 1988 - 28 maggio 1988     | Popeye's Main Event                                       |
| 30 maggio 1988 - 8 ottobre 1988       | The Days and Nights of Olive Oyl                          |
| 10 ottobre 1988 - 22 ottobre 1988     | Wimpy and Son                                             |
| 24 ottobre 1988 - 22 aprile 1989      | The Smog                                                  |
| 26 aprile 1989 - 25 novembre 1989     | Heavy Metal Toar                                          |
| 27 novembre 1989 - 23 giugno 1990     | Mad Avenue                                                |
| 25 giugno 1990 - 11 maggio 1991       | Popeye's Apocalypse                                       |
| 13 maggio 1991 - 5 febbraio 1992      | The Return of Bluto                                       |
| 5 febbraio 1992 - 20 giugno 1992      | Stupid Little Hat!                                        |
| 22 giugno 1992 - ??                   | Witch Hunt                                                |